# Yogyakarta

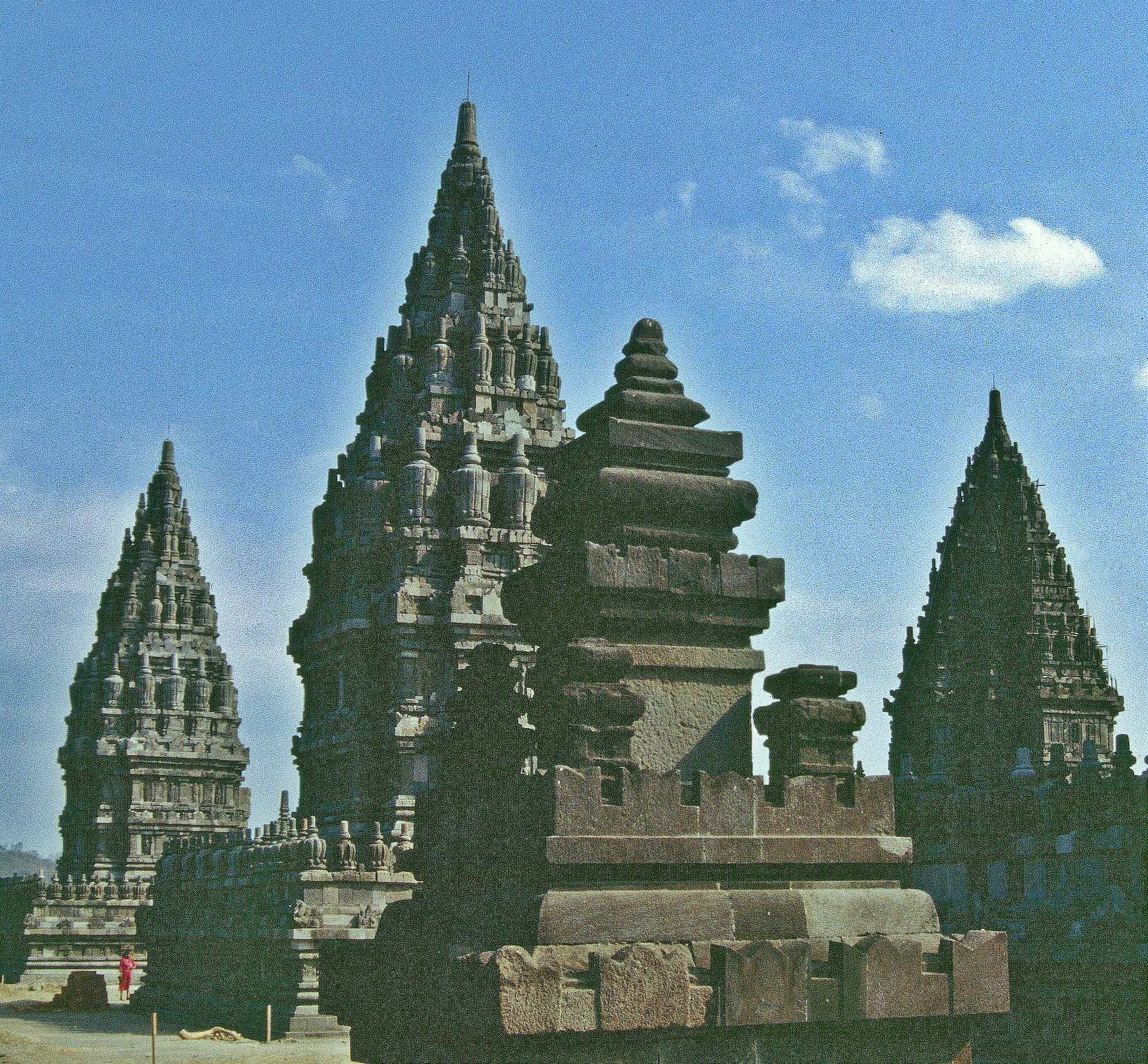
Prambanan, 1993

Yogyakarta (Nederlands, historisch: Jogjakarta, oude spelwijze: Djokjakarta, vaak kortweg Djokja of Yogya genoemd) is een Indonesische provincie op het eiland Java met als hoofdstad Yogyakarta. De provincie heeft de status van bijzonder district (Daerah Istimewa Yogyakarta), ook wel aangegeven als DIY.
De provincie en de stad waren vroeger onderdeel van het centrum van het Javaanse rijk Mataram. Dat centrum werd toen Ngayogyakarta Hadiningrat genoemd, een naam die nog steeds wordt gebruikt voor het complex dat de kraton vormt. Na een geschil in 1755 werd Mataram opgesplitst in twee rijken, het Sultanaat van Yogyakarta en het rijk van de Susuhunan van Surakarta. Later werden nog twee delen afgesplitst.

## Geschiedenis
De stad heeft een lange geschiedenis als hoofdstad van het koninkrijk van Mataram. Op 18 oktober viert de stad haar jaarlijkse stichtingsdag sinds 1756 met wat ze zelf hun carnaval noemen.
In 2006 verwoestte een aardbeving vele gebouwen en verloren circa 6000 inwoners het leven.

'Bazar Gedeh, de begraafplaats van de vorsten van Djocjocarta en de beschreven steen.' Door F.C. Wilsen naar 'De Indische Archipel : taferelen uit de natuur en het volksleven in Indië' 1865-1876

## Bezienswaardigheden
- Het paleis van de sultan, Kraton Ngayogyakarta Hadiningrat (kraton) werd in deze periode gebouwd door vorst Mangkubumi (of Sri Sultan Hamengkubuwono I) en wordt nog steeds bewoond door de huidige Sultan van Yogyakarta, Sultan Hamengkubuwono X, die tevens gouverneur is van deze provincie.

Zijn voorganger, Sultan Hamengkubuwono IX, verklaarde na de onafhankelijkheidsverklaring van Indonesië dat het sultanaat onderdeel uit zou maken van de Republiek Indonesië. Daarmee koos hij partij voor de jonge Republiek, en tegen de Nederlanderse kolonisten. Tot de officiële onafhankelijkheidsoverdracht in december 1949 was Yogyakarta ook de hoofdstad van de republiek.
- Waterpaleis
- Jalan Malioboro, bekende winkelstraat in Yogyakarta
- Fort Vredeburg, fort gebouwd door de Nederlanders tijdens de kolonisatie

Vele toeristen doen de stad Yogyakarta aan, met name om de Kraton en de nabijgelegen tempels te bezoeken.
De belangrijkste tempelcomplexen zijn de:

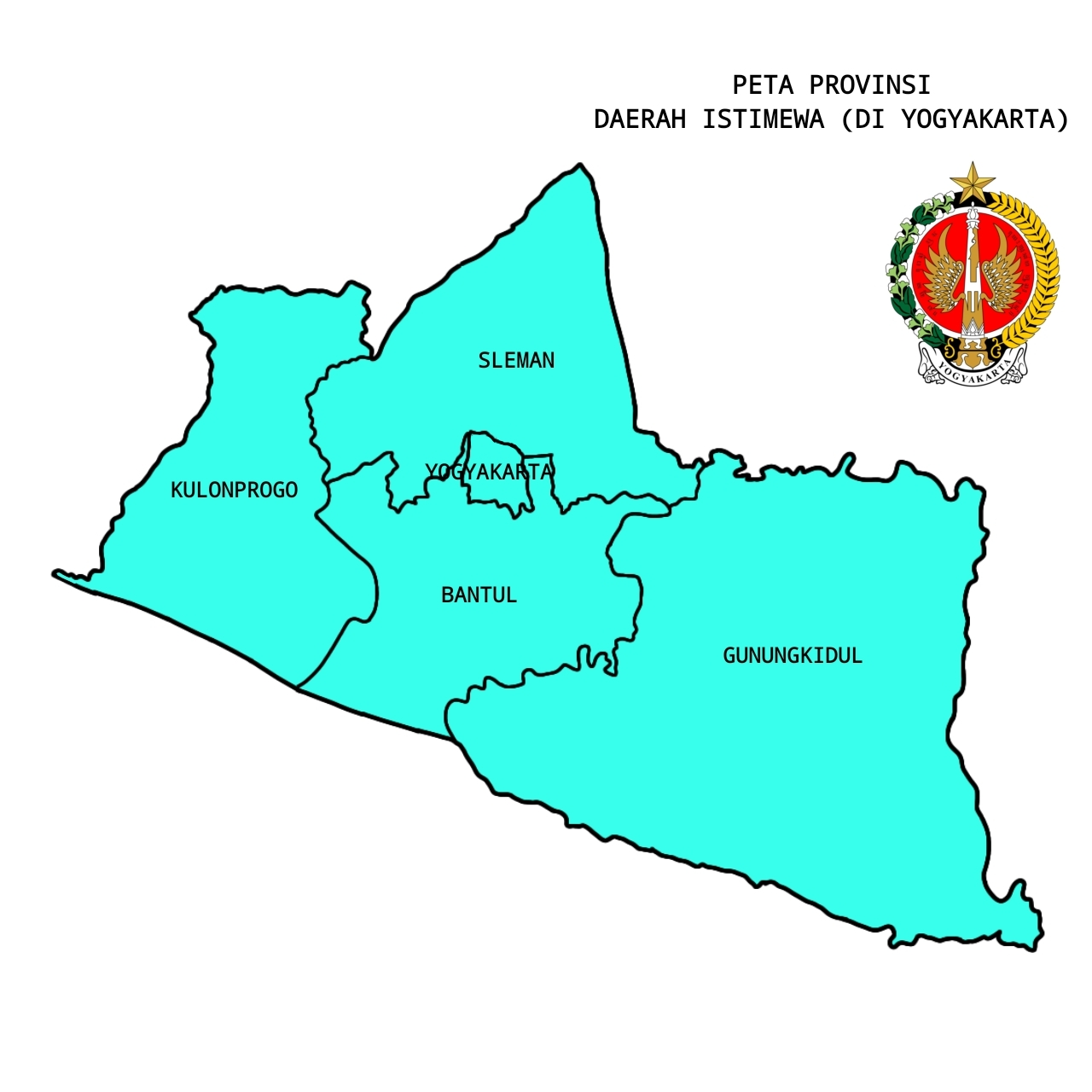
Regentschappen van Yogyakarta

- Borobudur
- Prambanan

## Regentschappen
Yogyakarta omvat vier regentschappen (kabupaten) en een stadsgemeente (kota):
- Bantul
- Gunung Kidul
- Kulon Progo
- Sleman
- stadsgemeente Yogyakarta

## Sport
- Mandala Krida-stadion

## Verkeer en vervoer
De luchthaven van Yogyakarta is Adisucipto International Airport. Er zijn veel bussen en mini-bussen en becaks in Yogyakarta.

## Bekende personen uit Yogyakarta

### Geboren
- Anton Becking (1868-1903), Nederlands eerste luitenant, ridder in de Militaire Willems-Orde
- Walter Thijssen (1877-1943), Nederlands olympisch roeier
- Radjiman Wediodiningrat (1879-1952), arts, strijder voor onafhankelijkheid en Nationale held van Indonesië
- Noto Soeroto (1888-1951), journalist, cultuuractivist, etc.
- Ki Hadjar Dewantara (1889-1959), politicus
- Gertrudes Johannes Resink (1911-1997), Nederlands-Indonesisch dichter
- Albert Eduard Stoové (1920-2010), Nederlands militair en vliegenier
- Erna Spoorenberg (1925-2004), Nederlandse sopraan
- Els van den Horn (1927-1996), Nederlands schoonspringster
- André Szász (1932-2017), Nederlands econoom en bankier
- Frank Noya (1933-2016), Nederlands musicus (bekend als de 'papjesgeitenbreier' uit De Film van Ome Willem)
- Frits Roessel (1937-2025), Nederlands schaker
- Megawati Soekarnoputri (1947), president van Indonesië (2001-2004)
- Wiranto (1947), militair en politicus
- Ade Rachmawan (1992), beachvolleyballer